# Fighting the World European Tour 1987
Il Fighting the World European Tour 1987 è un tour della band heavy metal Manowar effettuato nel 1984.

## Notizie generali
Questo è la parte europea del tour mondiale che i Manowar hanno fatto per promuovere l'album Fighting the World, grazie alla massiccia promozione fatta dall'Atlantic Records i Manowar acquisirono molta più fama in Europa e così intrapresero questo lungo tour passando anche per stati dove non si erano mai esibiti, come Irlanda, Finlandia, Svezia e Francia.
Il tour si compose di 24 date di cui ben 11 in Germania.

## Formazione
- Eric Adams - voce
- Joey DeMaio - basso
- Ross the Boss - chitarra
- Scott Columbus - batteria

## Date e tappe
|                |                   |                  |                        |  |  |  |
| 3 maggio 1987  | Francoforte       | Germania         |                        |  |  |  |
| 4 maggio 1987  | Fürth             | Germania         |                        |  |  |  |
| 5 maggio 1987  | Osnabrück         | Germania         | Halle Gartlage         |  |  |  |
| 6 maggio 1987  | Berlino           | Germania         |                        |  |  |  |
| 7 maggio 1987  | Amburgo           | Germania         | Markthalle             |  |  |  |
| 9 maggio 1987  | Monaco di Baviera | Germania         | Alabama- Halle         |  |  |  |
| 10 maggio 1987 | Mannheim          | Germania         |                        |  |  |  |
| 12 maggio 1987 | Essen             | Germania         |                        |  |  |  |
| 13 maggio 1987 | Ludwigsburg       | Germania         | Rockfabrik Ludwigsburg |  |  |  |
| 15 maggio 1987 | Zurigo            | Svizzera         |                        |  |  |  |
| 17 maggio 1987 | Parigi            | Francia          | La Locomotive          |  |  |  |
| 19 maggio 1987 | Hannover          | Germania         |                        |  |  |  |
| 20 maggio 1987 | Brema             | Germania         |                        |  |  |  |
| 22 maggio 1986 | Deinze            | Belgio           | Zaal Vooruit           |  |  |  |
| 23 maggio 1986 | Tilburg           | Paesi Bassi      |                        |  |  |  |
| 24 maggio 1987 | Anversa           | Belgio           |                        |  |  |  |
| 26 maggio 1987 | Copenaghen        | Danimarca        |                        |  |  |  |
| 27 maggio 1987 | Oslo              | Norvegia         |                        |  |  |  |
| 29 maggio 1987 | Stoccolma         | Svezia           | Göta Lejon             |  |  |  |
| 31 maggio 1987 | Helsinki          | Finlandia        |                        |  |  |  |
| 5 giugno 1987  | Manchester        | Inghilterra      |                        |  |  |  |
| 6 giugno 1987  | Londra            | Inghilterra      | Hammersmith Odeon      |  |  |  |
| 8 giugno 1987  | Dublino           | Irlanda          |                        |  |  |  |
| 9 giugno 1987  | Belfast           | Irlanda del Nord |                        |  |  |  |